# 科聖貝什蒂鄉
44°34′N 27°26′E / 44.567°N 27.433°E
科聖貝什蒂鄉（羅馬尼亞語：Comuna Cosâmbești, Ialomița），是羅馬尼亞的鄉份，位於該國南部，由雅洛米察縣負責管轄，面積42平方公里，海拔高度20米，2007年人口1,758，人口密度每平方公里42人。